# ステッカーボム
ステッカーボム (Sticker bomb) は、主に自動車やオートバイにステッカーを複数枚重ねて貼り付ける手法、及び貼り付けた状態「カスタム」のことである。

## 方法
ステッカーボムの手法は、上記のようにステッカーを複数枚貼り付けるのが一般的だが、最近ではステッカーが重なった状態をプリントした「ステッカーボムシート」を貼り付ける方法もある。

## 傾向
- 主に「JDM系」や「USDM系」等の「カスタムカー」に用いられる。
- フェンダーやスポイラー部分など自動車のボディ全体ではなく部分的に施される場合が多い。
- ステッカーボムに人気な車種といえば主にシビックやインテグラなどホンダ車などが多く挙げられる。